# José González-Meneses Jiménez
José González- Meneses Jiménez (1881-1964) fue un médico pediatra español impulsor y director de la Casa Cuna de Sevilla y primer catedrático de pediatría en la Universidad de Sevilla.

## Trayectoria profesional
Nació en 1881 y se licenció en la facultad de medicina de la Universidad de Sevilla.
Tras realizar el doctorado fue profesor auxiliar en la universidad de Sevilla.
Posteriormente obtuvo la plaza de catedrático de enfermedades de la infancia  por concurso oposición siendo el primer catedrático de la especialidad en la facultad de medicina de la Universidad de Sevilla  donde fue decano entre 1947 y 1949.
Fue impulsor de la Casa Cuna de Sevilla de la que fue nombrado director en 1919  siendo artífice de su traslado de la ubicación en la Calle Cuna a unas huertas más adecuadas para la función que tenía que realizar.
Realizó una labor divulgadora de la salud infantil colaborando asiduamente en programas de radio  con programas de difusión de salud infantil a la población.
Fue académico de la Real Academia de Medicina de Sevilla y la ciudad de Sevilla le dedicó una calle.